# スヴェルドロフスク州

スヴェルドロフスク州
ロシア語: Свердловская область

スヴェルドロフスク州（スヴェルドロフスクしゅう、Свердловская область; Sverdlovsk Oblast）はロシア連邦中央部の州（オーブラスチ）。ウラル連邦管区に含まれる。州都はエカテリンブルク。州名は革命家のヤーコフ・スヴェルドロフに由来する。

## 地理
州の大部分はウラル山脈の東麓から西シベリア平原に位置する。南西部の一部がウラル山脈の西側にのびる。西にペルミ地方、北にコミ共和国、東にハンティ・マンシ自治管区、チュメニ州、南にクルガン州、チェリャビンスク州、バシコルトスタン共和国と隣り合う。
主な川は、ウラル以東でタヴダ川、トゥラ川、ウラル以西でカマ川の支流のチュソヴァヤ川、ウファ川など。
天然資源が豊富で、鉄、銅、金、白金などの金属や石油、石綿、ボーキサイトなどを産する。
大陸性気候。
市が47、町が99、村落が1886ある。

## 人口
ロシア連邦で5番目に人口の多い行政区分であり、ウラル山脈以東のロシアではもっとも人口が多い州である。人口の9割近くが都市に集中している。民族比はロシア人90.6%、タタール人3.5%、ウクライナ人0.9%、バシキール人0.8%など。

## 歴史
1552年にロシアがカザン・ハン国を併合し、この地域もロシアの版図に入った。天然資源に富むため、18世紀から19世紀にかけてロシアの工業の中心となった。第二次世界大戦の際には、ドイツ軍の侵攻から守るために、ロシア西部から多くの工場がここに移された。
第二次世界大戦後、収容地区（グラーグ）が設置され、シベリア抑留を受けた日本人捕虜が移送されてきた。収容地区（所在地）は第153収容地区（スーホイログ）、第314収容地区（ウラル）、第435収容地区（スヴェルドロフスク）、第531収容地区（ゼリョヌイボル）。
1934年1月17日に州が設置された。

## 政治
歴代知事は以下の通り。
- エドゥアルト・ロッセリ 1991年1月6日～2009年11月23日
- アレクサンドル・セルゲーエヴィチ・ミシャーリン 2009年11月23日～2012年5月14日
- エフゲニー・クイヴァシェフ 2012年5月14日～2025年3月26日（2017年4月17日～9月10日まで代行）
- デニス・パスレル（ロシア語版） 2025年3月26日～（代行）

## 経済
ロシアの鉄鋼業の12%がスヴェルドロフスク州に集中している。鉄や銅の採掘・精錬、自動車産業、金属加工、木材加工などが盛ん。特に戦時中にコピー製造していたBMWレトロバイク風のオートバイ・サイドカーを製造するウラルモト社（旧名IMZ社）は世界的に有名。この企業の存在もあり、スヴェルドロフク州イルビト市はヨーロッパ人から「レトロバイクの聖地」として知られ、イルビト・モーターサイクル博物館、イルビト・バイクショーやレースなどオートバイ関連の多彩な催し物、施設があることでも知られている。

## 主な都市
- エカテリンブルク - 州都
- ニジニ・タギル
- カメンスク・ウラルスキー
- ペルヴォウラルスク（ロシア語版、英語版）
- セロフ
- ヴェルフナヤ・ピシュマ（ロシア語版、英語版）
- ポレフスコイ（ロシア語版、英語版）
- ノヴォウラルスク
- アスベスト市

## 標準時
この地域は、エカテリンブルク時間帯の標準時を使用している。時差はUTC+5時間で、夏時間はない。（2011年3月までは標準時がUTC+5で夏時間がUTC+6、同年3月から2014年10月までは通年UTC+6であった）